# Hipparga Ghat, Basavakalyan
Hipparga Ghat là một làng thuộc tehsil Basavakalyan, huyện Bidar, bang Karnataka, Ấn Độ.